# Taur, il re della forza bruta
Taur, il re della forza bruta è un film del 1963 diretto da Antonio Leonviola.

## Trama
Il robusto Taur parte con il suo amico Siro per liberare un piccolo stato messo in ginocchio da una crudele regina.